# Pacific Coast League
De Pacific Coast League is een Minor league baseballleague met de AAA (Triple-A) status (net onder de MLB). Ze is opgericht in 1903. In 1997 ging de league samen met de American Association. De league richt zich op het westen van de VS. De league bestaat uit twee conferences die weer bestaan uit een Northern en Southern Division. De winnaars spelen om de winst in de Pacific Coast League.

## Huidige leden
(Aanverwanten van de MLB tussen haakjes)

### American Conference

#### Northern Division
- Iowa Cubs (Chicago Cubs)
- Memphis Redbirds (St. Louis Cardinals)
- Nashville Sounds (Texas Rangers)
- Omaha Storm Chasers (Kansas City Royals)

#### Southern Division
- Oklahoma City Dodgers (Los Angeles Dodgers)
- Round Rock Express (Houston Astros)
- San Antonio Missions (Milwaukee Brewers)
- Wichita Wind Surge (Miami Marlins)

### Pacific Conference

#### Northern Division
- Fresno Grizzlies (Washington Nationals)
- Reno Aces (Arizona Diamondbacks)
- Sacramento River Cats (San Francisco Giants)
- Tacoma Rainiers (Seattle Mariners)

#### Southern Division
- Albuquerque Isotopes (Colorado Rockies
- El Paso Chihuahuas (San Diego Padres)
- Las Vegas Aviators (Oakland Athletics)
- Salt Lake Bees (Los Angeles Angels)